# Bitwa pod Valea Albă
Bitwa pod Valea Albă – starcie zbrojne, które miało miejsce 26 lipca 1476.
Wiosną 1476 r. Mehmed II na czele wielkiej armii wyruszył na Mołdawię. Rządzącemu nią Stefanowi III z pomocą pośpieszyły trzydziestotysięczne siły wołoskie, jednak nie zdążyły one przybyć na czas i zapobiec klęsce Mołdawian. Dnia 26 lipca 1476 r. pod Valea Albă (Războieni) licząca 10 000 żołnierzy armia Stefana III została rozgromiona przez siły tureckie. Po krótkim oblężeniu kilku fortec mołdawskich Mehmed II dał sygnał do odwrotu swojej dziesiątkowanej przez choroby i głód armii.